# The Valley
The Valley, glavni grad britanskog prekomorskog područja Angvila i komercijalno i administrativno središte otoka Anguilla. Stara kolonijalna arhitektura može se danas vidjeti još jedino na Cross Roadsu, na posljednjoj plantažnoj kući s popratnim objektima na Anguilli, Wallblake House, izgrađenoj 1787., renoviranoj 2004. koja je danas u vlasništvu katoličke crkve. Na najvišem vrhu otoka, Crocus Hill (65 m.) nalaze se ruševine stare sudske zgrade (Old Court House). Uz južni rub grada smješten je maleni međunarodni aerodrom Wall Blake Airport. Populacija mu iznosi manje od 2,000. 

## Vanjske poveznice
|  | Zajednički poslužitelj ima još gradiva o temi The Valley |

- Public and Government Buildings (slike)  Arhivirana inačica izvorne stranice od 3. srpnja 2008. (Wayback Machine)
- anguilla maps  Arhivirana inačica izvorne stranice od 13. svibnja 2008. (Wayback Machine)